# Richard Francis Trevithick
Richard Francis Trevithick (* 1845 in Crewe, Vereinigtes Königreich von Großbritannien und Irland; † 1913) war ein britischer Ingenieur, der maßgeblich am Aufbau einer eigenständigen Industrie für Dampflokomotiven in Japan mitwirkte.
Richard F. Trevithick wurde im März 1888 als „Kontraktausländer“ von der japanischen Regierung angestellt. Er übernahm die Position des „Eisenbahninspekteurs“ (汽車監察方, kisha-kansatsukata; engl. locomotive superintendent) beim Eisenbahnamt Kōbe (Kōbe tetsudōkyoku), einem Regionalbüro der Eisenbahnbehörde des Kommunikationsministeriums. Als solcher war er für den Entwurf, die Herstellung und Wartung von Lokomotiven verantwortlich.
1893 bauten die Kōbe-Werke des Eisenbahnamts nach Trevithicks Entwürfen und unter seiner Führung den Prototyp der JNR-Baureihe 860, der ersten im Inland produzierten Lokomotive Japans. Er bildete auch viele Japaner aus, die später eine führende Rolle als Eisenbahnkonstrukteure spielten.

## Familie
Trevithick war der älteste Sohn des Eisenbahningenieurs Francis Trevithick, locomotive superintendent bei der London and North Western Railway, und der Enkel des Erfinders und Ingenieurs Richard Trevithick, Entwickler der ersten Dampflokomotive. Sein jüngerer Bruder Francis Henry war ebenfalls Ingenieur und bereits seit 1876 in Japan beschäftigt und dort „Eisenbahninspekteur“ beim Eisenbahnamt Shimbashi.
Richard und Francis heirateten beide Japanerinnen. Francis hatte zwei Söhne, die japanische Staatsbürger wurden und deren Nachkommen unter dem Familiennamen Okuno bis heute in Japan leben.